# نادي الأنصار للسيدات
نادي الأنصار الرياضي هو فريق نسائي لنادي الأنصار اللبناني لكرة القدم. تأسس عام 2007 كأحد الفرق النسائية الأولى في لبنان، وانسحب قبل موسم 2011.

## تاريخ
بدأ فريق الأنصار النسائي نشاطه في 17 أبريل/نيسان 2007.

## الانجازات
- كأس لبنان للسيدات
  - الوصيف (2): 2007–08، 2008–09

## أنظر أيضا
- نادي الأنصار
- الدوري اللبناني لكرة القدم للسيدات
- كرة القدم النسائية في لبنان
- قائمة أندية كرة القدم النسائية في لبنان